# De Waal en Baantjer
De Waal en Baantjer, eerder Baantjer en De Waal, ook wel De Waal & Baantjer, is een boekenserie, geschreven door A.C. Baantjer en Simon de Waal. In 2015 werd de boekenserie grotendeels verfilmd onder de titel Bureau Raampoort.

## Ontwikkeling
Na de dood van Baantjer schreef De Waal in het nawoord van Een tien met een griffel hoe de reeks zich ontwikkelde. Volgens De Waal kregen zij al heel lang geleden het idee samen "iets te gaan doen". Baantjer was te druk met zijn De Cock-serie, en De Waal met zijn eigen boeken en tv- en filmscripts. Nadat Baantjer's vrouw Marretje was overleden, had Baantjer geen zin meer in het schrijven, tot hij zich hun oude belofte herinnerde en contact met De Waal zocht. Wekelijks bezocht De Waal Baantjer vervolgens in zijn huis in Medemblik, waarbij hij telkens vers gebak meenam.  Eerst bespraken ze de mogelijkheid om de De Cock-reeks, waar Baantjer mee gestopt was, voort te zetten. Maar Baantjer vond dat hij rechercheur De Cock met pensioen had laten gaan en dat die van zijn pensioen moest blijven genieten. Hierop kwamen zij op het idee om twee nieuwe rechercheurs neer te zetten in een nieuwe boekenreeks. Het zou een reeks worden, vergelijkbaar met de De Cock-reeks. Dit keer waren de hoofdpersonen rechercheur Van Opperdoes en Jacob.
Toen Baantjer in 2010 overleed, was het tweede deel van de serie gepubliceerd, en het idee voor deel drie geschreven. Het was Baantjer's wens om bij dat derde deel de naam van het schrijversduo te veranderen van Baantjer & de Waal in De Waal & Baantjer. Baantjer gaf daarvoor als reden dat hij al beroemd genoeg was, en dat De Waal nog veel langer door moest met de serie. Uiteindelijk zijn er 12 delen van de serie verschenen. 

## Verhaal
Rechercheur van Opperdoes is overgeplaatst naar Bureau Raampoort, omdat hij het werk op zijn vorige bureau niet goed meer aankon. Na het overlijden van zijn vrouw was hij niet meer in staat zijn werk goed uit te oefenen. Daar wordt hij leidinggevend rechercheur en krijgt Jacob als assistent toegewezen. De rechercheurs hebben de taak de meest ingewikkelde moordzaken tot een goed einde te brengen en de daders achter slot en grendel te krijgen.

## Personages
- Rechercheur van Opperdoes is een deskundige teamleider. Hij verloor zijn vrouw, maar hoort haar stem nog steeds in zijn gedachten en praat met haar (volgens Simon de Waal bracht Baantjer deze karaktertrek in vanwege het verlies van zijn eigen vrouw Marretje).[3] Net als het vorige personage van Baantjer, rechercheur De Cock, wordt hij vaak afgeschilderd als een oude rot in het vak, die de zaken steevast tot een goed einde brengt.
- Rechercheur Jacob. Jacobs achternaam wordt in de serie niet genoemd, maar komt in Bureau Raampoort wel ter sprake. Holm. Jacob is de trouwe assistent van Van Opperdoes en helpt hem de zaken op te lossen. Hij is getrouwd en heeft kinderen. Evenals Baantjers eerder gecreëerde personage Dick Vledder is Jacob het jonge "broekie" en nog enigszins onervaren. Jacob drinkt alleen thee en geen koffie, waar hij vaak opmerkingen over krijgt.
- Bram van Wielingen, politiefotograaf.
- Cathelijne de Wind, forensisch expert.

## Delen
1. 2009: Een Rus in de Jordaan
2. 2010: Een lijk in de kast
3. 2010: Een dief in de nacht* **
4. 2011: Een schot in de roos
5. 2011: Een rat in de val
6. 2012: Een mes in de rug
7. 2012: Een licht in de duisternis
8. 2013: Een wolf in schaapskleren
9. 2013: Een tip van de sluier
10. 2014: Een tien met een griffel
11. 2014: Een kuil voor een ander
12. 2014: Een schim in de nacht

## Ontvangst
- In mei 2009 verscheen Een Rus in de Jordaan. Het boek werd met lovende recensies ontvangen en vond een plaats hoog in de spannings-top tien. Uiteindelijk kwam het boek op nummer 68 van de 100 best verkochte boeken van 2009.
- In april 2010 verscheen het tweede boek van Baantjer en De Waal, getiteld Een lijk in de kast.
- Oktober 2010, twee maanden na het overlijden van Appie Baantjer, verscheen het derde deel: Een dief in de nacht. Het boek, het laatste waar Baantjer zelf actief aan heeft meegeschreven, werd met goede recensies ontvangen en veroverde meteen een plaats in de bestseller top 60. Simon de Waal continueerde de reeks onder de naam 'De Waal en Baantjer'.
- In april 2011 verscheen het vierde boek, inmiddels onder de schrijversnaam 'De Waal en Baantjer'. Het heeft de titel Een schot in de roos en is gebaseerd op een verhaal dat De Waal en Baantjer samen hebben bedacht.
- Oktober 2011 verscheen Een rat in de val, het vijfde deel van de De Waal en Baantjer-serie. Net als de vorige delen, kwam dit boek hoog binnen in de beststeller top 60.
- April 2012 verscheen Een mes in de rug, het zesde deel van de serie, dat ook weer hoog in de bestseller top 60 binnenkwam en er zo'n acht weken in bleef staan.
- Oktober 2012 verscheen het zevende deel van De Waal en Baantjer, Een licht in de duisternis. Het verscheen in week 44 direct op nummer 26 en Een licht in de duisternis stond tevens op nummer 2 in de Blz. Top 10 Spanning en op nummer 3 in de Libris Top 10 Spanning.
- In april 2013 verscheen Een wolf in schaapskleren, deel acht van de serie De Waal en Baantjer. Het boek heeft een aantal weken in de bestseller top 10 gestaan, kreeg 3 sterren in de VN thrillergids en een recensie op crimezone.nl.
- September 2013 verscheen deel negen, Een tip van de sluier.
- In maart 2014 verscheen deel tien, de jubileumeditie van De Waal en Baantjer, Een tien met een griffel.